# جورج هاردي (أستاذ جامعي)
جورج هاردي هو باحث في تاريخ العصور الكلاسيكية كندي، ولد في 3 فبراير 1895 في إدمونتون في كندا، وتوفي بنفس المكان في 28 أغسطس 1979.

## وصلات خارجية
- جورج هاردي على موقع أوليمبيديا (الإنجليزية)